# Mikko Kolehmainen
Mikko Yrjö Ilmari Kolehmainen (* 18. srpna 1964 Mikkeli) je bývalý finský kajakář. Na olympijských hrách v Barceloně roku 1992 získal zlatou medaili v singlovém sprintu na 500 metrů. Šlo o jediné finské zlato na této olympiádě a značně překvapivé. Celkem se Kolehmainen zúčastnil čtyř po sobě jdoucích olympijských her (1988 až 1996), na hrách v Barceloně nesl finskou vlajku na závěrečném ceremoniálu, na svých posledních v Atlantě roku 1996 byl vlajkonošem finské výpravy na ceremoniálu zahajovacím. Na pětisetmetrové trati se v roce 1993 stal též mistrem světa, na šampionátu v Kodani. Byl členem klubu Mikkelina Melojata. Jeho bratr Olli byl rovněž kajakářem a závodili spolu na dvojkajaku na dvou olympiádách (1988, 1992). Syn Eetu se rovněž věnoval rychlostní kanoistice.